# Romantische Orientierung
Als romantische Orientierung (von engl. romantic orientation) wird in der Sexualwissenschaft die Präferenz einer Person für dasjenige Geschlecht bezeichnet, von dessen Angehörigen sie sich romantisch (emotional) angezogen fühlt, d. h. in die sie sich verliebt und mit denen sie Liebesbeziehungen eingeht.

## Begriffliches
Traditionell wird die sexuelle Orientierung als „die erotische und emotionale Orientierung einer Person auf Angehörige seines oder ihres eigenen Geschlechts oder Angehörige des anderen Geschlechts“ definiert.
Manche Menschen fühlen sich jedoch von Personen des einen Geschlechts emotional („romantisch“) angezogen, während sie sich von Personen eines anderen Geschlechts sexuell („erotisch“) angezogen fühlen. Asexuelle wiederum fühlen sich von niemandem sexuell, aber von Personen eines bestimmten Geschlechts oftmals emotional („romantisch“) angezogen. Um diesen unterschiedlichen Empfindungsweisen gerecht zu werden, unterscheiden einige Autoren heute zwischen einer sexuellen Orientierung einerseits und einer romantischen Orientierung andererseits. Mit „sexueller Orientierung“ ist in diesem Kontext strikt die Präferenz einer Person für ein Geschlecht gemeint, mit dessen Vertretern sie sexuelle Handlungen ausführen möchte.
Der Begriff der romantischen Orientierung basiert auf der Perspektive, dass das Vorhandensein einer sexuellen Anziehung zu anderen, beziehungsweise eines Verlangens nach sexueller Interaktion mit anderen, nur eine mögliche Komponente einer größeren Dynamik ist. Beispielsweise ist es möglich, dass sich eine pansexuelle Person sexuell zu Menschen jedes Geschlechts hingezogen fühlt, romantische Gefühle und Liebe aber nur gegenüber einem Geschlecht empfindet. Für asexuelle Menschen ist die romantische Orientierung häufig ein nützlicheres Maßsystem als die sexuelle Orientierung.
Bei den meisten Menschen stimmt die romantische mit der sexuellen Orientierung überein.

## Romantische Identitäten
Manche Menschen lassen sich nur auf rein sexuelle oder rein emotionale, romantische Beziehungen ein. Die wichtigsten romantischen Identitäten sind:
- Aromantik: keine romantische Anziehung zu anderen Personen[6]Aromantikerflagge

Aromantikerflagge

- Heteroromantik: romantische Anziehung nur zu Personen des anderen Geschlechts
- Homoromantik: romantische Anziehung nur zu Personen des eigenen Geschlechts
- Biromantik: romantische Anziehung zu Personen verschiedener Geschlechter
- Panromantik: romantische Anziehung ist nicht abhängig vom Geschlecht der anderen Person
- Demiromantik: romantische Anziehung entwickelt sich erst nach Bildung einer starken emotionalen Bindung zur anderen Person

## Beziehung zu Sexualität und Asexualität
Die Unterscheidung zwischen sexueller und romantischer Orientierung wurde bisher weder gesellschaftlich vollends anerkannt noch umfangreich erforscht und untersucht. Sexuelle Orientierung wird gewöhnlich so betrachtet, dass Komponenten von sowohl sexueller als auch romantischer Anziehung (oder eines romantischen Äquivalents) enthalten sind. In gleicher Weise wird romantische Liebe meist als „Liebe mit starken Komponenten von Sexualität und Verliebtheit“ beschrieben. Einige Quellen widersprechen dieser Aussage allerdings und stellen fest, dass sexuelle und romantische Anziehung nicht unbedingt voneinander abhängig sein müssen.
Asexuelle Menschen empfinden keine sexuelle Anziehung beziehungsweise kein Verlangen nach sexueller Interaktion, können aber dennoch romantische Anziehung spüren und romantische (Liebes-)Beziehungen eingehen wollen. Ebenso sind Aromantiker nicht unbedingt auch asexuell.